# Phragmotheca amazonica
Phragmotheca amazonica är en malvaväxtart som först beskrevs av W.S. Alverson, och fick sitt nu gällande namn av J.L. Fernández-alonso. Phragmotheca amazonica ingår i släktet Phragmotheca och familjen malvaväxter. Utöver nominatformen finns också underarten P. a. leticiana.